# Campeões do World 10 Dance
Lista dos campeões mundiais da dança e os países que representaram do Professional World 10 Dance Championship do Conselho Mundial de Dança (WDC); a primeira versão ocorreu em 1978, sendo então realizado anualmente desde que foram organizados em 1980 pelo ICBD (atual WDC), que representa todos os principais países profissionais da dança de salão do tipo DanceSport.

As danças abordadas no Ten Dance são as cinco danças International Ballroom (Standard): valsa, foxtrot, quickstep, tango e valsa vienense, juntamente com as cinco danças latinas internacionais: rumba, samba, passodoble, chachacha e jive, conforme definido nos termos da dança de salão do Conselho Mundial de Dança (WDC).

## campeões mundiais
| Year | Ten Dance World Champions               | Country       |
| ---- | --------------------------------------- | ------------- |
| 1978 | David Sycamore & Denise Weavers         | Great Britain |
| 1979 | David Sycamore & Denise Weavers         | Great Britain |
| 1980 | David Sycamore & Denise Weavers         | Great Britain |
| 1981 | David Sycamore & Denise Weavers         | Great Britain |
| 1982 | David Sycamore & Denise Weavers         | Great Britain |
| 1983 | David Sycamore & Denise Weavers         | Great Britain |
| 1984 | David Sycamore & Denise Weavers         | Great Britain |
| 1985 | David Sycamore & Denise Weavers         | Great Britain |
| 1986 | Marcus &amp; Karen Hilton               | Great Britain |
| 1987 | Michael Hull & Patsy Hull-Krogull       | Germany       |
| 1988 | Raymond & Gunn Myhrengen                | Norway        |
| 1989 | Michael Hull & Patsy Hull-Krogull       | Germany       |
| 1990 | Michael Hull & Patsy Hull-Krogull       | Germany       |
| 1991 | Horst & Andrea Beer                     | Germany       |
| 1992 | Horst & Andrea Beer                     | Germany       |
| 1993 | Martin & Alison Lamb                    | Great Britain |
| 1994 | Bo & Helle Loft Jensen                  | Denmark       |
| 1995 | Kim & Cecilie Rygel                     | Norway        |
| 1996 | Kim & Cecilie Rygel                     | Norway        |
| 1997 | Gary & Diana McDonald                   | USA           |
| 1998 | Michael Hull & Mirjam Zweijsen          | Germany       |
| 1999 | Alain Doucet & Anik Jolicoeur           | Canada        |
| 2000 | Alain Doucet & Anik Jolicoeur           | Canada        |
| 2001 | Alain Doucet & Anik Jolicoeur           | Canada        |
| 2002 | Alain Doucet & Anik Jolicoeur           | Canada        |
| 2003 | Adam & Karen Reeve                      | Iceland       |
| 2004 | Alain Doucet & Anik Jolicoeur           | Canada        |
| 2005 | Alessandro Garofolo & Annamaria Bassano | Italy         |
| 2006 | Stefano Fanasca & Michaela Battisti     | Italy         |
| 2007 | Sergej Diemke & Katerina Timofeeva      | Germany       |
| 2008 | Gherman Mustuc & Iveta Lukosiute        | USA           |
| 2009 | Gherman Mustuc & Iveta Lukosiute        | USA           |
| 2010 | Roman Myrkin and Natalia Biedniagina    | Ukraine       |
| 2011 | Nikolai Pilipenchuk & Natalia Skorikova | USA           |
| 2012 | Eldar Dzhafarov & Anna Sazina           | Azerbaijan    |
| 2013 | Steffen Zoglauer & Sandra Koperski      | Germany       |
| 2014 | Steffen Zoglauer & Sandra Koperski      | Germany       |
| 2015 | Nikolay Govorov & Eugeniya Tolstaya     | Russia        |
| 2016 | Alexandru Sindila & Jade Main           | England       |
| 2017 |                                         |               |
| 2018 | Nikolay Govorov & Eugeniya Tolstaya     | Russia        |